# David Wiethaus
Heinrich David Reinhard Wiethaus (* 15. Mai 1768 in Unna; † 27. November 1854 in Hamm) war ein deutscher Verwaltungsbeamter.

## Leben
David Wiethaus wurde geboren als Sohn des Ratsherrn David Anton Eberhard Wiethaus und der Helene Maria Johanna geb. Wülfing. Er studierte Rechtswissenschaften an der Universität Halle. 1790 wurde er Mitglied des Corps Guestphalia Halle. Im gleichen Jahr bestand er das Auskultator-Examen und erhielt bei der Regierung in Kleve eine Anstellung als Auskultator. 1792 wurde er Referendar und wurde in Kleve mit der Wahrnehmung des Landrichteramts beauftragt. 1793 wurde er Kameraassistent bei der Hammer Kammerjustizdeputation, im März 1794 Justiz-Bürgermeister und einen Monat später dirigierender Bürgermeister von Hamm. 1804 wurde er Kriegs- und Domänenrat bei der Kammer in Hamm sowie Justiziar der westfälischen Salinendirektion. 1805 erhielt er die Ernennung zum Landsyndikus der märkischen Ritterschaft. 1809 erfolgte seine Ernennung zum Unterpräfekten des Arrondissements Hamm. Seit etwa 1813 war er kommissarisch und ab Februar 1817 definitiv Landrat des Kreises Hamm. Zu Beginn des Jahres 1836 wurde er gesundheitsbedingt auf eigenen Wunsch aus dem Staatsdienst entlassen.
Wiethaus war verheiratet mit der Hammer Bürgermeisterstochter Wilhelmine Kuisa Keller (1769–1847).

## Auszeichnungen
- Ehrenmitglied des Kollegiums der Regierung Arnsberg
- Roter Adlerorden 3. Klasse